# Средноевропейски херцински планини
Средноевропейските херцински планини заемат средните части на континента Европа във вид на ниско- и среднопланински пояс. Започват на запад от Парижкия басейн и стигат на изток до тектонската граница с Руската плоча. На север граничат със Средноевропейската равнина от Фламандската низина до Полесието, а на юг се ограничават от долините на реките Рейн при Базел, Дунав до Виенската котловина, река Морава, Моравската врата, горните течения на реките Одра, Висла, Сан и Днестър.
Обособяването на тези планини в самостоятелна физикогеографска област се дължи предимно на характерните им морфоструктурни и геоморфоложки белези. Те са образувани през горния палеозой по време на херцинския (варисцийския) тектонски цикъл. Впоследствие по време на алпийския тектонски цикъл те са били няколкократно геоложки подмладявани. Поради общо понижаване тези планини са били препокрити от мезозойска седиментна мантия. В тях са се проявили силно диференцирани дизюнктивни тектонски движения, съпроводени от магмени интрузии, а по процепните линии и разседите — и от вулкански ефузии. Във връзка с тези дизюнктивни структури е възникнал типичният за този планински пояс блоково-разломен геоложки строеж с пликативни и дизюнктивни форми, наричан саксонски тектонски стил. Отделните планини представляват характерни хорстове, оградени със сложни разседи, например Судетите и Тюрингервалд.
Котловините представляват дълбоко хлътнали грабени и плитки понижения, например Рейнския грабен и Хесенското понижение. Освен тях изпъкват вулкански конуси и плата, като Айфел в Рейнските шистови планини, Фогелсберг в Хесенското понижение и Стредохори в Чешкия масив, и широки флексурно огънати понижения с куестови височини по периферията, като Швабско-Франконския басейн.